# Pionýr (fotoaparát)
Fotoaparát Pionýr započalo v 50. letech vyrábět v Československu družstvo optiků a mechaniků Druopta. Měl bakelitové tělo a vzhledem k určení pro užívání mládeží i jednoduché uživatelské funkce, ostření se provádělo odhadem vzdálenosti od fotografovaného objektu a nabízel minimální možnosti práce s expozicí a clonou. Používal svitkový film pro formát snímku na negativu 6 x 6 cm, umožňujícím pořídit dvanáct snímků, díky vložení plechového rámečku se formát mohl zredukovat na 4,5 x 6 cm. Ukládal se do závěsného koženého pouzdra.
Původní výrobky jsou vyhledávané sběrateli retro techniky, jako muzejní exponát ho schraňuje například muzeum Vysočiny v Třešti nebo Muzeum JUDr. Otakara Kudrny v Netolicích. Je nabízen i v půjčovně dobových rekvizit pro filmařské potřeby.

## Galerie

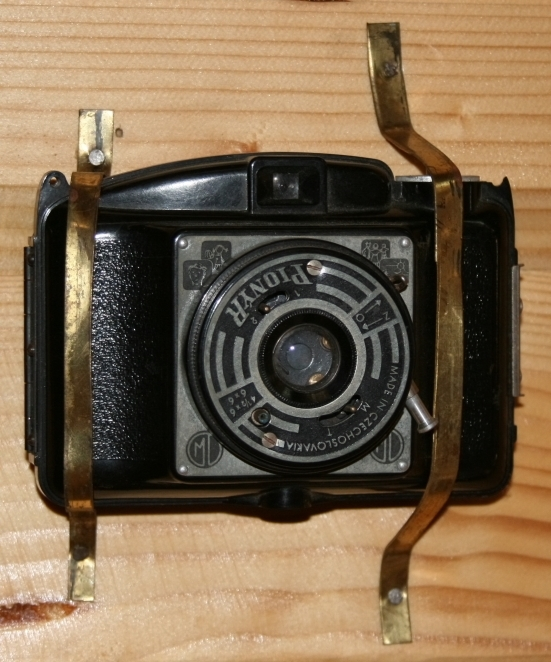
Fotoaparát Pionýr
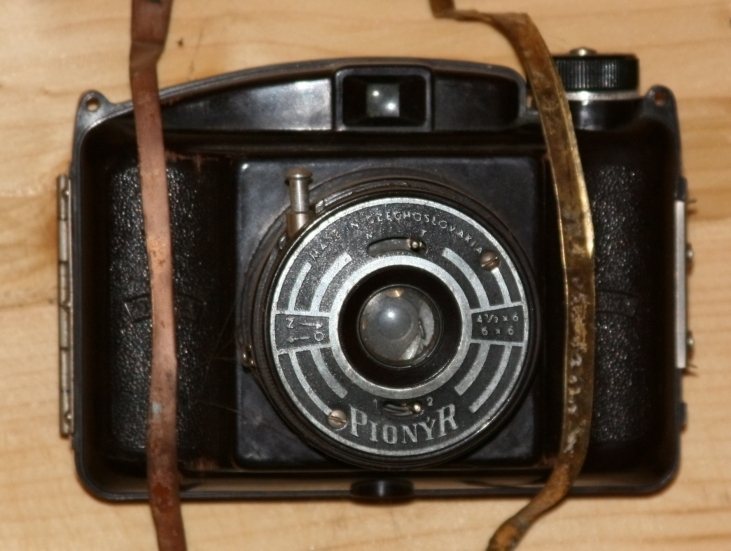
Fotoaparát Pionýr
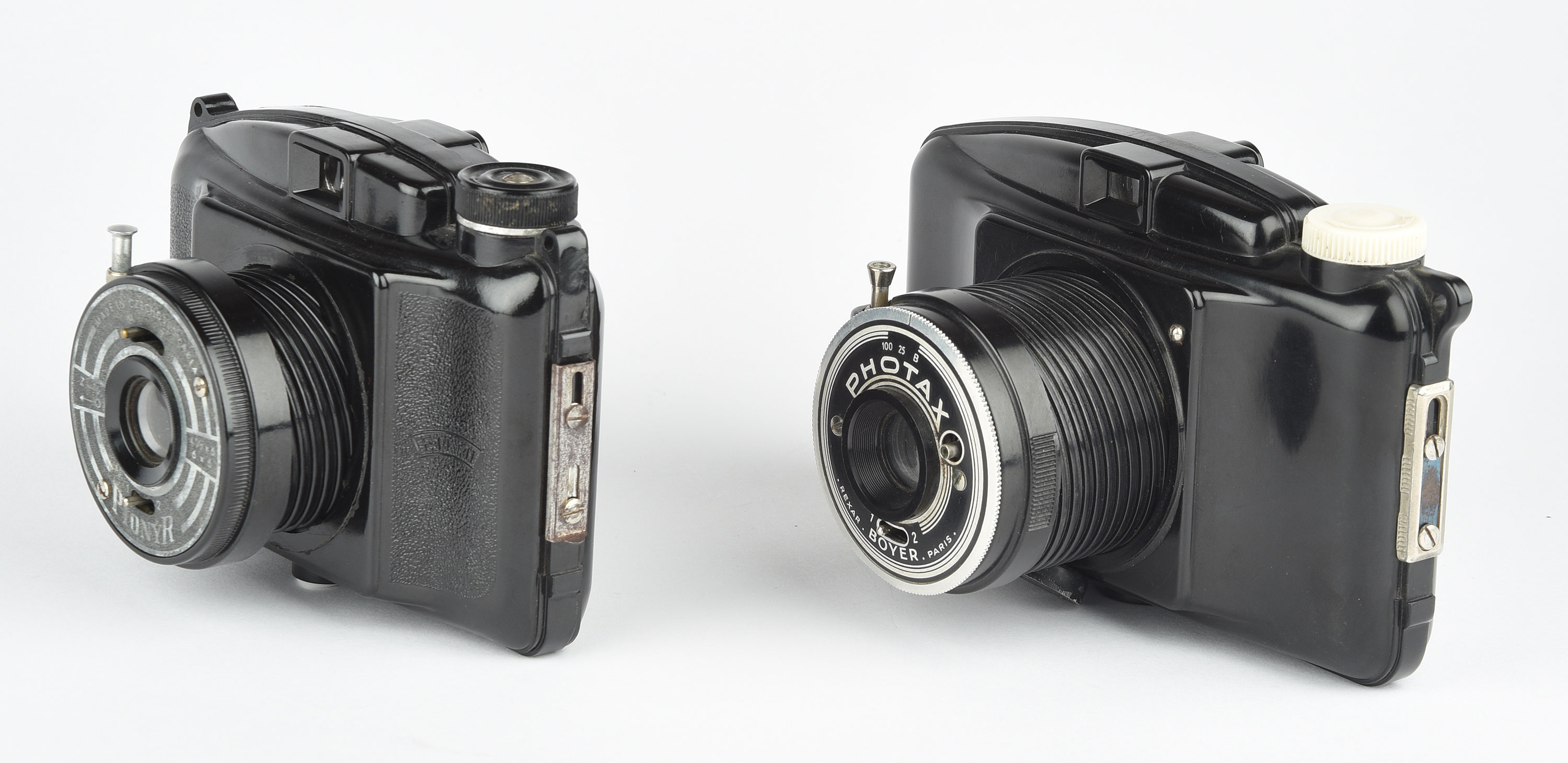
Fotoaparát Pionýr a francouzský Photax